# Agence multilatérale de garantie des investissements
L'Agence multilatérale de garantie des investissements (MIGA - Multilateral Investment Guarantee Agency), filiale du Groupe de la Banque mondiale, est une agence internationale dont la mission est de favoriser l'investissement direct à l'étranger (IDE) dans les pays en développement afin de favoriser la croissance économique, réduire la pauvreté et améliorer les conditions de vie des populations. L'agence est basée à Washington et a été fondée en 1988.
La MIGA soutient les investissements qui contribuent au développement en offrant des garanties contre les risques politiques, lesquels peuvent se manifester sous la forme d’inconvertibilité des monnaies et de restriction aux transferts ; d’expropriation, de guerre, de terrorisme et de troubles civils ; de rupture de contrat ; et de non-respect des obligations financières souveraines.
La MIGA a émis depuis sa création plus de 27 milliards de dollars de garanties (assurance contre les risques politiques) à l’appui de plus de 700 projets d’investissement dans une centaine de pays en développement. Son portefeuille actuel dépasse les 10 milliards de dollars.

## Pays membres
En mai 2019, 181 pays étaient membres de l'Agence multilatérale de garantie des investissements, dont 25 pays industrialisés et 156 pays en développement. Le Bhoutan est le 181e membre de la MIGA depuis décembre 2014. La MIGA poursuit sa diversification géographique. Elle a récemment mis en place un pôle en Asie afin d’accompagner les investisseurs qui cherchent à multiplier leurs opérations sur ces marchés émergents.